# Unin (Wolin)
Unin (deutsch Tonnin, früher Alt-Tonnin) ist ein Dorf in der Landgemeinde Wolin im Powiat Kamień Pomorski in der polnischen Woiwodschaft Westpommern. 2011 lebten hier 344 Einwohner.

## Geographische Lage
Das Dorf  liegt auf der Insel Wolin (Wollin) an der Dziwna (Dievenow), fünf Kilometer nördlich der Stadt Wolin und 15 Kilometer südwestlich von Kamień Pomorski (Cammin).

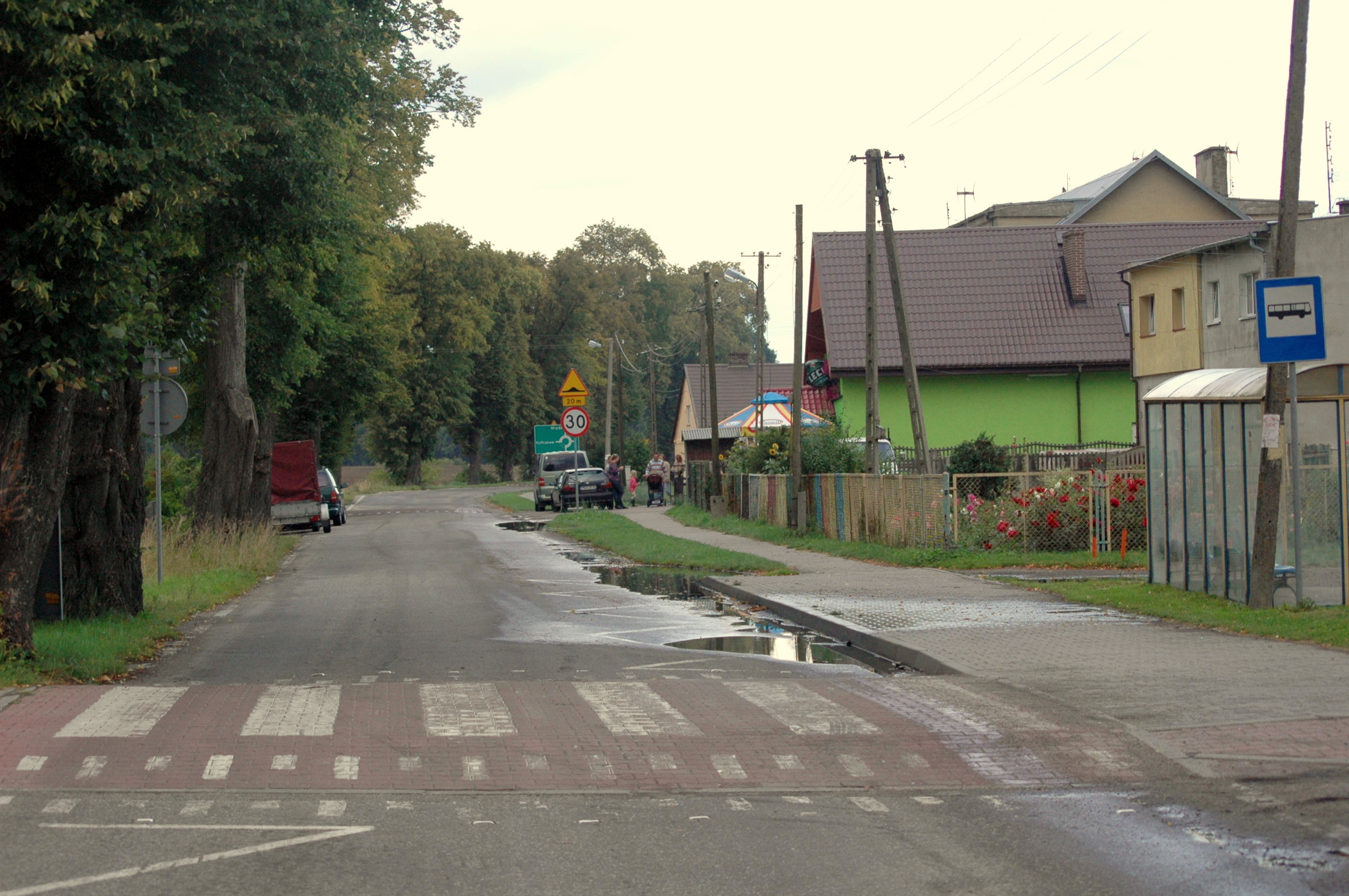
Dorfstraße (Aufnahme 2009)

## Geschichte
Von 1288 ist die älteste Erwähnung des Ortes als Onym erhalten. Er gehörte in den folgenden Jahrhunderten verschiedenen Besitzern.
Auf einer Karte von 1618 ist der Ort unter dem Namen Tonnitz vermerkt.
Seit 1816 lag er im Kreis Usedom-Wollin der Provinz Pommern im Königreich Preußen.

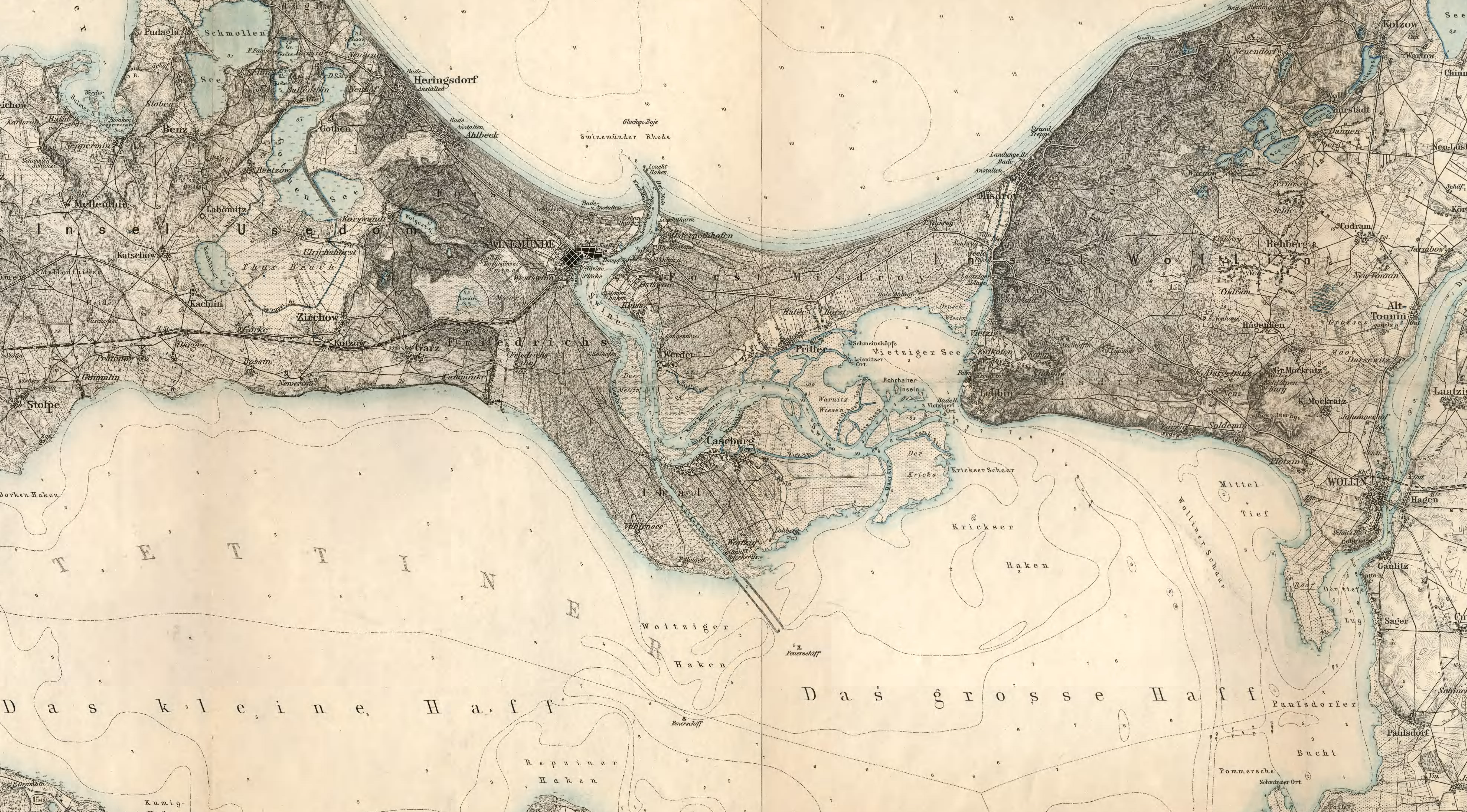
Alt-Tonnin am Westufer der Dievenow (Dziwna), nördlich der Stadt Wollin, am rechten Rand einer Landkarte von 1893

Im Jahr 1945 gehörte Tonnin zum Landkreis Usedom-Wollin im Regierungsbezirk Stettin der preußischen Provinz Pommern des Deutschen Reichs.
Gegen Ende des Zweiten Weltkriegs wurde die Insel Wollin mit dem Dorf Tonnin im Frühjahr 1945 von der Roten Armee besetzt und später  von der Sowjetunion zusammen mit ganz Hinterpommern unter polnische Verwaltung gestellt. Wenig später setzte die Zuwanderung von Polen ein. Die deutsche Bevölkerung wurde von der örtlichen polnischen Verwaltungsbehörde aus Tonnin  vertrieben. Das Dorf wurde in „Unin“ umbenannt. 
Bis 1992 gab es auf dem Gelände des ehemaligen Gutes eine größere landwirtschaftliche Produktionsgenossenschaft.

## Söhne und Töchter des Ortes
- Gerhard Hoeppner (1852–1898), deutscher Verwaltungsbeamter, Rittergutsbesitzer und Parlamentarier, Landeshauptmann der Provinz Pommern
- Ernst von Hoeppner (1860–1922), preußischer General der Kavallerie, von 1916 bis 1918 Befehlshaber der deutschen Luftstreitkräfte im Ersten Weltkrieg

## Sehenswürdigkeiten
- ehemaliges Herrenhaus, frühes 19. Jahrhundert, mit Park
- die Kirche wurde 1945 zerstört, ihre Grundmauern sind auf privatem Grundstück erhalten